# Гудридж против Департамента здравоохранения
«Иск Гудридж против Департамента общественного здравоохранения», 798 NE2d 941 (Массачусетс 2003) — поворотное дело об однополых браках. Оно рассматривалось апелляционным судом штата Массачусетс и привело к легализации однополых браков в Массачусетсе.

## Постановление суда
Большинством голосов судей (4 "за" на 3 "против") 18 ноября 2003 года Верховным судом штата Массачусетс было вынесено 50-страничное постановление о том, что государство не может «отказывать в предоставлении защиты, льгот и выполнении своих обязательств перед вступающими в брак двумя лицами одного пола, которые желают жениться». Главная судья Маргарет Маршалл в письменной мотивировке решения большинства судей указывает, что Конституция штата «утверждает достоинства и равенства всех людей». Конституция запрещает создание класса людей второго сорта: «у государства нет конституционно достаточных оснований для отказа во вступлении в брак для однополых пар». «Право на заключение брака является не привилегией, предоставляемой государством, но одним из основных прав, которое защищено от необоснованного вмешательства со стороны государства». 
С юридической точки зрения, вместо того, чтобы создавать новые фундаментальные права на вступление в брак, или, точнее, право выбора вступить в брак, суд постановил, что государство не имеет рациональных оснований отказывать однополым парам в браке. Если заключение брака соответствует нормам отправления правосудия и принципам равной защиты, это легальный брак.
Суд дал 180 дней законодательному органу штата на то, чтобы изменить закон и чтобы исправить ситуацию.

## Расхождения во мнениях
Трое судей, Роберт Корди, Фрэнсис Спина и Марта Зосман, представили в суд свои особые мнения о решении суда.
Р. Корди заявил, что законодательная власть может способствовать законным целям государства по обеспечению и укреплению оптимальной социальной структуры для рождения детей. В то время как Федеральная конституция защищает личную свободу людей от вмешательства государства, Массачусетская Конституция тоже защищает их права и свободы, и этот иск касается того, должно ли государство оказывать содействие и поддержку решению однополых пар жениться путём изменения института гражданского брака так, чтобы его преимущества, обязанности и ответственность стали применимыми к такому решению однополых пар.
Судья Ф. Спина заявил, что в данном случае имеет значение не неравноправное обращение с людьми или недопустимое обременение их прав, а право законодательной власти осуществлять социальные изменения без вмешательства со стороны судов в соответствии со ст. 30 из Массачусетской Декларации о правах. Он подчеркнул, что полномочия по регулированию брака принадлежат законодательной, а не судебной власти.
Судья Зосман, которая умерла в 2007 после длительной борьбы с раком молочной железы, заключила, что при отсутствии консенсуса по этому вопросу, которого, очевидно, вообще не существует, или единодушия среди учёных, изучающих данную проблему, которого также не существует, или более длительного периода наблюдения за этой новой структурой семьи (которого до сих пор не удалось провести), представляется разумным, чтобы законодательный орган штата отложил любую пересмотр определения брака, в котором находятся однополые пары, до тех пор, как пока не возникнет уверенности, что такой пересмотр не будет иметь непредвиденные и нежелательные социальные последствия.

## Политическая реакция
Республиканский губернатор Митт Ромни ответил на решение суда, выпустив заявление в поддержку предлагаемой поправке к конституции штата Массачусетс об определения брака как отношений, существующих только между «одним мужчиной и одной женщиной». Цель поправки была отменить решение суда. В своём выступлении он сказал, «народ штата Массачусетс не должен быть отстранен от такого фундаментального решения как определение брака». Это заявление было рассмотрено на сайте VoteOnMarriage.org, но инициатива не удалась.
Законодатели вступили в острую дискуссию о том, как следует, и следует ли вообще предложить поправку к Конституции штата в ответ на решение по делу «Гудридж против Департамента общественного здравоохранения». Некоторые законодатели хотели создать систему гражданских союзов, некоторые хотели введения запрета на гражданские союзы, некоторые требовали запрета однополых браков, а некоторые хотели ничего не делать (другими словами, оставить в силе решение суда). В конце парламентской сессии 2003-2004 года была созвана совместной сессией законодательного органа для обсуждения дела Гудридж. После драматических, порой хаотичных, многосторонних обсуждений, незначительным большинством законодателей было утверждено компромиссное предложение по конституционной поправке, запрещающей однополые браки, но одновременно дающую возможность создания системы гражданских союзов для однополых пар. Массачусетский закон требует, чтобы законодательная поправка была одобрена на совместной сессии парламента за две последовательные сессии, и данное предложение не было принято во время сессии 2005-2006 годов и, следовательно, вопрос не был поставлен перед избирателями на выборах в ноябре 2006 года.

## Отношение к однополым бракам вне штата Массачусетс
Хотя браки в Соединенных Штатах, как правило, имеют законную силу за пределами штата, где они были заключены, большинство штатов не признают однополых браков, заключённых в других иностранных государствах или странах. Некоторые правоведы утверждают, что такие браки должны быть признаны в соответствии с пунктом «о признании и доверии» (предусматривающий признание законов и судебных решений одного штата в любом другом штате) федеральной конституции, однако, в настоящее время очень немногие штаты признают однополые браки от штата Массачусетс.
По закону о защите брака, который был принят 104-м конгрессом Соединенных Штатов и подписан тогдашним президентом Клинтоном «ни один штат (или другая административно-территориальная единица на территории Соединенных Штатов) не обязан рассматривать отношения между людьми одного и того же пола как брак, даже если их отношения считаются браком в другом штате. Федеральное правительство не может считать однополые отношения браком независимо от цели их заключения, даже если они заключены и признаны одним из штатов».

## Последующий развод Гудриджей
Джули и Хиллари Гудридж, истцы, в честь которого было названо это дело, решили жить отдельно по взаимному согласию в июле 2006 года и затем подали на развод.